# Symphytognatha gertschi
Espèce
Symphytognatha gertschi est une espèce d'araignées aranéomorphes de la famille des Symphytognathidae.

## Distribution
Cette espèce est endémique de l'État de Colima au Mexique. Elle se rencontre vers Manzanillo.

## Description
La femelle holotype mesure 0,79 mm.

## Étymologie
Cette espèce est nommée en l'honneur de Willis John Gertsch.

## Publication originale
- Forster & Platnick, 1977 : A review of the spider family Symphytognathidae (Arachnida, Araneae). American Museum novitates, no 2619, p. 1-29  (texte intégral).